# چرخش نوری

فعالیت نوری فرایند چرخش نور خطی قطبیده توسط یک ماده به مسیرهای مختلف است. اگر جسم شفافی بتواند سطح نوسان بردار میدان الکتریکی را بچرخاند، می‌گویند جسم توانایی چرخش نور را داشته یا از نظر نوری فعال است. این پدیده اولین بار در سال ۱۸۱۱ میلادی برای کوارتز گزارش شد و از آن به بعد مطالعات وسیعی در مورد آن انجام شده‌است. در اواسط قرن نوزدهم میلادی قوانین بنیادی در مورد فعالیت نوری وضع گردید که منجر به پیشرفت اساسی در شیمی فضایی ترکیبات آلی شد. امروزه برخی از همان نظریات مورد قبول است. در فعالیت نوری، ماده و نور، با واکنش متقابل سبب چرخش نور قطبیده مسطح (پلاریزه) می‌شوند.
ماده فعال نوری ماده ایست که سطح نور پلاریزه را می‌چرخاند. هنگامی که نور پلاریزه که در سطح خاصی ارتعاش می‌کند از میان یک مادهٔ فعال نوری عبور داده شود ارتعاش آن در سطحی مختلف از سطح قبلی صورت می‌گیرد.

## محلول‌های فعال نوری
محلول‌های فعال نوری، محلول‌هایی هستند که دارای کربن نامتقارن می‌باشند، مانند ساکارز، گلوکز، اسید تارتاریک، اسید لاکتیک. این محلول‌ها قادرند صفحه پولاریزاسیون را بچرخانند که مقدار زاویه چرخش متناسب با غلظت مایع و طولی از آن می‌باشد که نور قطبیده از آن می‌گذرد. همچنین مقدار زاویه به طول موج نور تابشی بستگی دارد که معمولاً از خط سدیم (۵۸۹۳ آنگستروم) استفاده می‌کنند. درجه حرارت و نوع حلال هم تا حدودی در این مقدار مؤثر هستند.

## مواد مرتبط
به‌طور کلی وقتی نور از محیطی که شامل اتمها، مولکول‌ها و یون‌ها می‌باشد، می‌گذرد، بردار میدان الکتریکی آن بر الکترون‌های ذرات اثر می‌گذارد و دو قطبی‌های لحظه‌ای (قطبش موقت) ایجاد می‌کند، لذا از سرعت نور کاسته می‌شود. هنگامی که نور از یک محیط همگن عبور می‌کند، با ذراتی که به‌طور یکنواخت در مسیر آن پخش شده‌اند، برخورد می‌نماید؛ بنابراین کاهش سرعت نور در مورد مواد همگن، در تمام جهات یکسان است؛ ولی در مورد بلورهای ناهمسانگرد (نامتقارن)، پخش اتم‌ها یا مولکول‌ها در تمام جهات یکسان نیست.
نوری که در یک صفحه کریستال منتشر می‌شود، برخوردهای متفاوتی با ذرات نسبت به صفحه دیگر خواهد داشت. بدین ترتیب تغییر در سرعت انتقال به وجود می‌آید. توضیح اینکه وقتی نور قطبیده به یک بلور ناهمسانگرد برخورد می‌نماید، در دو راستای معین به نام راستاهای برگزیده تجزیه می‌شود که ضریب شکست این دو راستا یکسان نیست. پس سرعت انتشار این دو مؤلفه یکسان نخواهد بود و موقع خروج از بلور اختلاف فازی بین دو ارتعاش به وجود می‌آید که بستگی به قطر بلور، طول موج نور تابشی و اختلاف دو ضریب شکست بلور دارد.
مولکولهایی مانند متان، اتیلن و استن که دارای تقارن مولکولی می‌باشند، صفحه قطبش را نمی‌چرخانند، زیرا هر نوع چرخش نوری حاصل از یک مولکول در یک جهت با چرخش نور مشابه در جهت دیگر که توسط مولکول دیگر ایجاد می‌شود، خنثی می‌گردد؛ ولی مولکول‌هایی که اتم‌های آن‌ها به صورت نامتقارن در فضا قرار گرفته‌اند، روی نور قطبیده اثر می‌گذارند. چون میانگین اثر واکنش الکترومغناطیسی آن‌ها با نور صفر نخواهد بود. به عبارت دیگر این اجسام دارای فعالیت نوری می‌باشند.

## جسم راستگردان و چپگردان
برای ناظری که نور را می‌بیند، اگر چرخش در جهت عقربه‌های ساعت باشد، جسم را راستگردان می‌نامند، در این صورت زاویه مربوط به چرخش مثبت می‌باشد؛ ولی اگر چرخش در خلاف جهت عقربه‌های ساعت باشد، جسم را چپگردان می‌نامند و زاویه مربوط منفی خواهد بود.

## چرخش ویژه
زاویه چرخش α به چند عامل بستگی دارد که عبارتند از ماهیت ترکیب، غلظت یا چگالی (برای مایعات) طول نمونه‌ای که باید نور از آن عبور کند (طول مسیر)، درجه حرارت، حلال، طول موج نور. غلظت و طول مسیر اهمیت زیادی دارند چون تعداد متوسط مولکول‌های فعال نوری تعیین می‌شوند.
{\displaystyle [\alpha ]_{\lambda }^{T}={\frac {\alpha }{l\times c}}}
مقدار چرخش ویژه (انحراف مخصوص) برای یک جسم تحت شرایط معین ثابت است؛ از این‌رو از آن می‌توان به عنوان یک ثابت فیزیکی مثل نقطه ذوب و نقطه جوش و غیره استفاده کرد. رابطه چرخش ویژه با ازدیاد دما برای مقدار معینی از نمونه تغییر می‌کند. برای تجزیه کمی با دانستن چرخش ویژه یک جسم خالصی که در جداولی برای T=۲۰ °C داده شده و اندازه‌گیری α با استفاده از فرمول‌های فوق مقدار C (غلظت) را می‌توان حساب کرد.
یکی از مهم‌ترین کاربردهای قطبش‌سنجی (پلاریمتری) در صنایع قند است. وقتی محلولی فقط حاوی ساکارز باشد، پس از تعیین زاویه چرخش α به وسیلهٔ قطبش‌سنج می‌توان غلظت آن را تعیین کرد. صفر پلاریمتر را بایستی با آب مقطر تنظیم نمود یا مقداری که دستگاه برای آب مقطر نشان می‌دهد را یادداشت کرد. یا می‌توان منحنی استاندارد برای α برحسب C رسم کرد. منحنی ممکن است خطی، سهمی یا هذلولی باشد. چرخش مولکولی یک جسم در درجه حرارت T و طول موج λ به صورت  {\displaystyle [M]_{\lambda }^{T}}  نمایش داده می‌شود؛ که با انحراف مخصوص وسیله رابطه زیر مربوط می‌شود که M وزن مولکول جسم است.
{\displaystyle [M]_{\lambda }^{T}={\frac {[\alpha ]_{\lambda }^{T}\times M}{100}}}
تغییرات چرخش مولکولی را طول موج نور پلاریزه ORD می‌گویند (Optical Rotatory Dispersion) که برای تشریح فرمول اجسامی که ساختمان پیچیده دارند به کار می‌رود.